# Col du Perthus (Pyreneeën)
De Col du Perthus is een 290 meter hoge col over de hoofdkam van de Pyreneeën op de grens van Frankrijk en Spanje. 
De Col du Perthus vormt een van de laagste pasovergangen van noord naar zuid over de Pyreneeën. Enkel de Coll del Belitres (165 m) en het zadel op +/- 87 meter tussen de bergen Jaizkibel en de Aritxulegi (aan de Atlantische zijde van de Pyreneeën) zijn lager. In tegenstelling tot iets lagere Coll del Belitres ligt de aanloop naar de Col du Perthus in een meer directe richting, daar waar voor de route via de Belitres een relatief grote omweg nodig is langs de kust. Door deze eigenschap (laagte en gemakkelijke toegankelijkheid) vormt de Col du Perthus een van de belangrijkste transportassen over (en door) de Pyreneeën.

## Geschiedenis
Sinds de oudheid speelt de Col du Perthus een belangrijke rol. Onder de Romeinen was de col gekend als Summum Pyrenaeum en verbond deze de Via Domitia met de Via Augusta. Sinds 1976 passeert de autosnelweg E15 net ten oosten van de (oude) Col du Perthus. Van 2005 tot 2009 werd onder de col de Perthustunnel geboord. Deze tunnel maakt deel uit van de eerste hogesnelheidslijn tussen Spanje en Frankrijk.

## Situering
De Col du Perthus vormt de westelijke grens van het Alberamassief, het meest oostelijke deel van de Pyreneeën. De col is gelegen in het Franse departement van de Pyrénées-Orientales in de gemeente Le Boulou en in de Catalaanse provincie Girona in de gemeente La Jonquera. Vanaf de col du Perthus leidt een verharde weg naar de top van de Puig Neulós, de meest oostelijke berg hoger dan 1000 meter van de Pyreneeën. Deze weg is voor motorvoertuigen enkel toegankelijk voor militair gebruik.